# Edmund Spenser

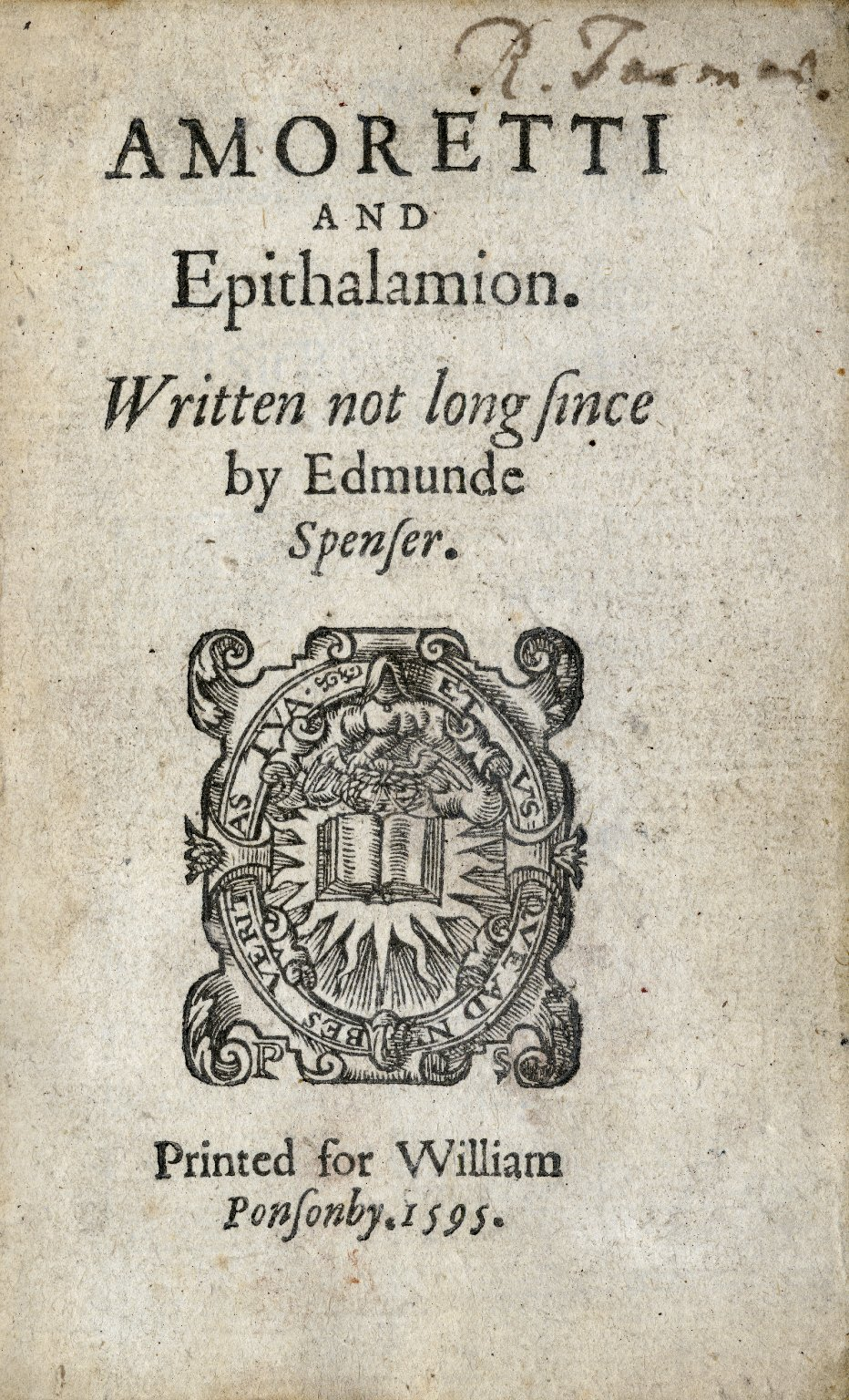
Strona tytułowa cyklu "Amoretti"

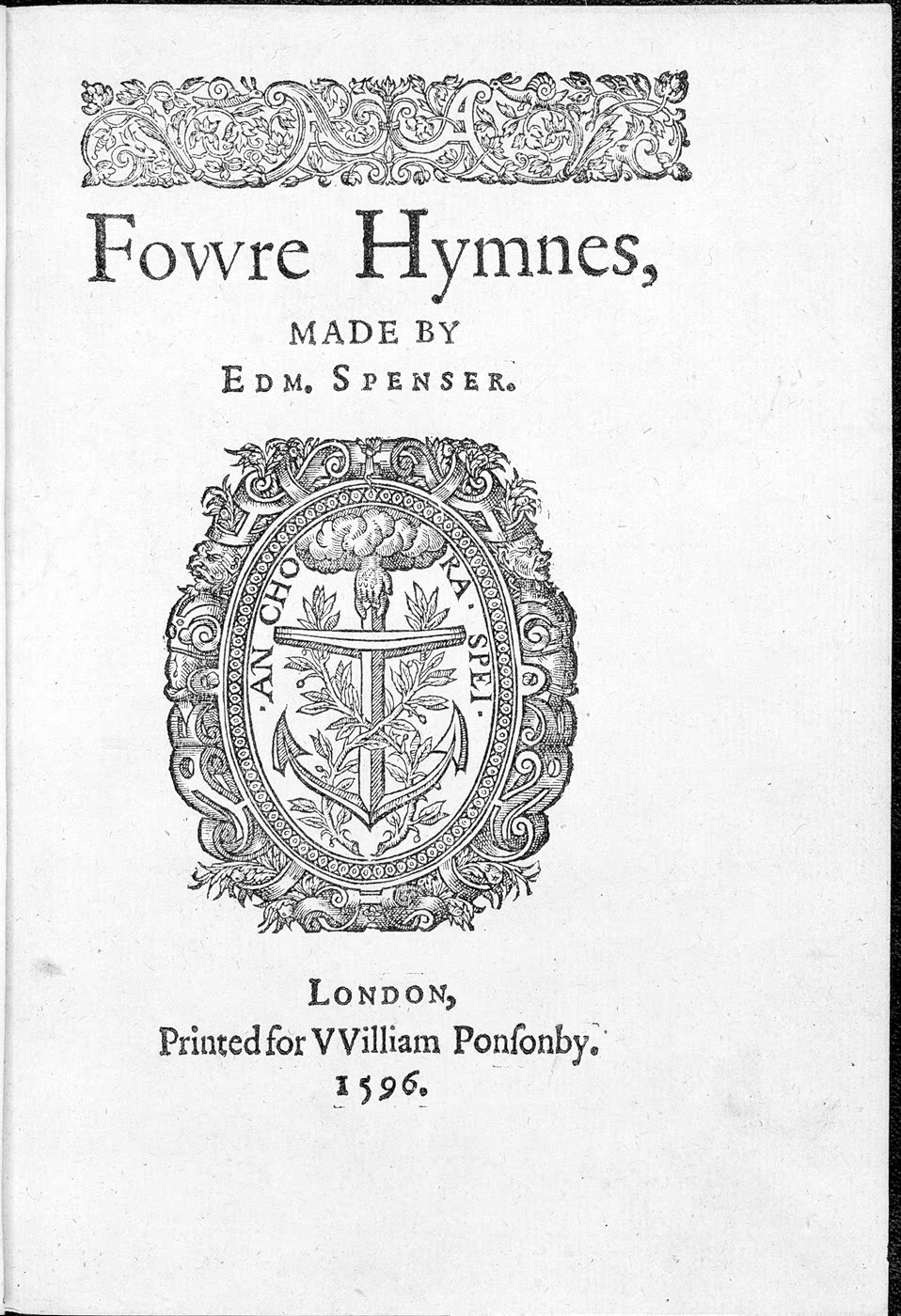
Strona tytułowa cyklu "The Four Hymns"

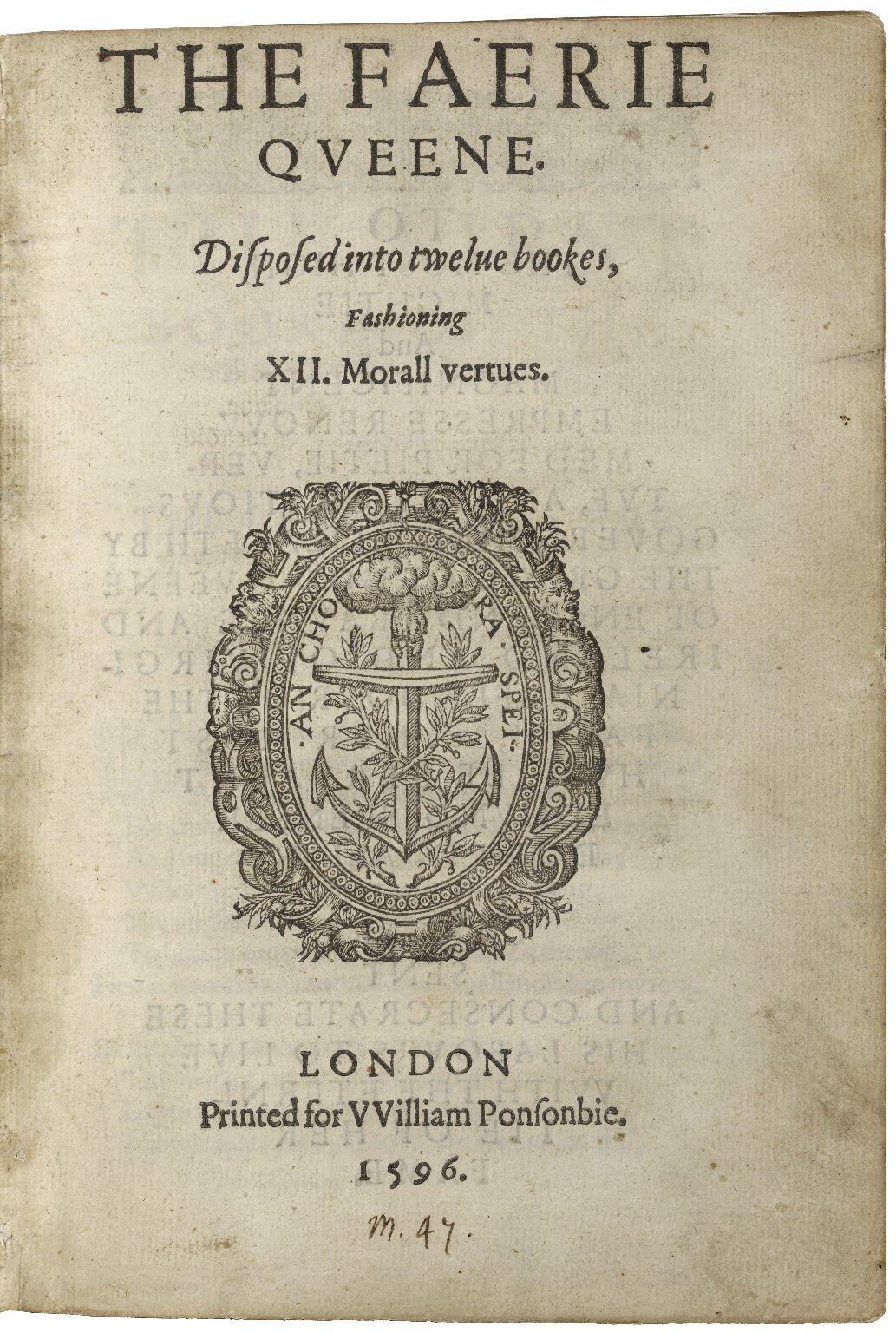
Strona tytułowa eposu "Królowa wieszczek"

Edmund Spenser (ur. ok. 1552, zm. 13 stycznia?/23 stycznia 1599) – angielski poeta i humanista.

## Życiorys
Niewiele wiadomo o wczesnym życiu Spensera. Urodził się w 1552 lub 1553 w Londynie. Studiował w Pembroke Hall na University of Cambridge. Bakalaureat uzyskał w 1573, a magisterium otrzymał w 1576. Był dworzaninem lorda Leicestera, przebywał wraz z nim na dworze Elżbiety I. Z Leicesterem zaznajomił go profesor retoryki i pomniejszy poeta Gabriel Harvey, jego pierwszy mentor. W 1580 został sekretarzem Irlandii. Jeden z najwybitniejszych reprezentantów angielskiego renesansu i epoki elżbietańskiej. Jego mecenasem był Edward de Vere. Spenser był przyjacielem poety Philipa Sidneya. Był żonaty. Miał trzech synów i córkę.

## Twórczość
Edmund Spenser pisał bardzo dużo. Był autorem głośnych utworów, takich jak:
- The Faerie Queene[7][2] (Królowa wieszczek) – utwór za pomocą alegorii wychwalający rządy Tudorów,
- Shepheards Calender (1579)[2] – pasterski poemat,
- Amoretti (1595)[2] – zbiór sonetów,
- Epithalamion (1595) – napisany na jego własne wesele[2],
- The Four Hymns (1596).

## Nowatorstwo wersyfikacyjne
Spenser wynalazł strofę dziewięciowersową, rymowaną ababbcbcc, z ostatnim wersem dłuższym od pozostałych, nazywaną odtąd jego imieniem (strofa spenserowska) oraz własny schemat rymowania sonetu abab bcbc cdcd ee (sonet spenserowski). Strofa spenserowska stała się jedną z najbardziej popularnych angielskich kunsztownych form wierszowych. Była wykorzystywana zarówno w liryce, jak i największej epice. Cytat w oryginalnej elżbietańskiej ortografii angielskiej.

Gentle Knight was pricking on the plaine,
Y cladd in mightie armes and siluer shielde,
Wherein old dints of deepe wounds did remaine,
The cruell markes of many' a bloudy fielde;
Yet armes till that time did he neuer wield:
His angry steede did chide his foming bitt,
As much disdayning to the curbe to yield:
Full iolly knight he seemd, and faire did sitt,
As one for knightly giusts and fierce encounters fitt.

## Wpływ
Edmund Spenser wywarł wielki wpływ na  późniejszych poetów angielskich. Twórcy ci naśladowali styl poety i posługiwali się wymyśloną przez niego strofą. Spenser jako liryk i epik wpłynął na Johna Miltona. Do autorów pozostających w orbicie oddziaływania Spensera należał też romantyk John Keats. Wkrótce po tym, jak nauczyciel Charles Cowden Clarke zapoznał go z twórczością renesansowego klasyka, Keats napisał wiersz Imitation of Spenser, będący jego pierwszym zachowanym do dzisiaj utworem. Strofą pomysłu Spensera pisali swoje wiersze i poematy nie tylko poeci angielscy i amerykańscy, ale również polscy (Juliusz Słowacki, Jan Kasprowicz) i czescy (Jaroslav Vrchlický).

## Tłumaczenia polskie
Fragmenty The Faerie Queene, pod tytułem Królowa wieszczek, przełożył na język polski Jan Kasprowicz. Utwory Spensera znalazły się też w antologiach: Poeci języka angielskiego, tom I (Warszawa 1969); Jerzy Pietrkiewicz, Antologia liryki angielskiej 1300–1950 (Warszawa 1997) i Od Chaucera do Larkina. 400 nieśmiertelnych wierszy 125 poetów anglojęzycznych z 8 stuleci (przekład Stanisław Barańczak, Kraków 1993).